# Илия Каровски
Илия Каровски (на македонска литературна норма: Илија Каровски) е деец на културата и спорта от СР Македония и Република Македония.

## Животопис
Роден е в 1926 година в тиквешкото градче Кавадарци. В 1945 – 1946 година започва да преподава в кавадарската гимназия.
Дълги години е ръководител на гимназиалния хор и оркестър. Занимава се с режисура в кавадарския театър, дългогодишен директор е на Дома на културата в града. Постоянен дописник е на вестник „Нова Макдония“. Каровски е в основата на много културни събирия в Кавадарци – Тиквешкия гроздобер, Фестивала на пионерски и младежки хорове и др. Автор е на книгата „50 години театрална дейност“ („50 години театарска дејност“), излязла в 1995 година.
Същевременно Каровски е футболист, футболен съдия, председател на Общинския футболен съюз, инициатор за създаването и съосновател на баскетболния клуб „Тиквеш“ през 1971 година. Автор е на книгата „ФК „Тиквеш“, издадена в 1996 година. Умира в Кавадарци в 2012 година.